# Naoki Mihara
Naoki Mihara (三原 直樹 Mihara Naoki?), född 19 juni 1987 i Tokyo prefektur, är en japansk före detta fotbollsspelare.
Mihara började sin karriär 2006 i Tokyo Verdy. 2007 flyttade han till Fagiano Okayama. Han spelade 28 ligamatcher för klubben. Efter Fagiano Okayama spelade han för Rochester Thunder och YSCC Yokohama. Han avslutade karriären 2011.